# Charles Hugo
Charles Hugo (Parigi, 4 novembre 1826 – Bordeaux, 13 marzo 1871) è stato uno scrittore e giornalista francese. Fu il terzo figlio di Victor Hugo e Adèle Foucher.

## Biografia
Ottimo studente al Lycée Charlemagne, Charles vinse il primo premio al concorso generale di latino il 31 luglio 1840.
Nel febbraio 1848 fu per qualche tempo segretario di Alphonse de Lamartine. Il primo ottobre fondò assieme al padre, al fratello François-Victor, a Paul Meurice e a Auguste Vacquerie, il giornale politico L'Événement. Inizialmente, il giornale appoggiò Lamartine, ma poi sostenne la candidatura del principe Napoleone III contro il generale Louis Eugène Cavaignac. Ciononostante si pentirà di tale decisione nel 1849, quando al potere giungerà colui che sarà chiamato da Victor Hugo "Napoleone il Piccolo".
Il 16 maggio 1851, pubblicò un articolo contro la pena di morte. Condannato a sei mesi di prigione, scontati nel carcere della Conciergerie, uscì di galera il 28 gennaio 1852, raggiunse suo padre in esilio a Bruxelles, poi a Jersey. Qui, in compagnia di François-Victor e Auguste Vacquerie, realizzò dei dipinti sulla sua famiglia. In questo periodo, fu anche medium di alcune sedute spiritiche a cui prese parte il padre.
Il 17 ottobre 1865 sposò a Bruxelles Alice (matrimonio religioso poi celebrato a Saint-Josse-ten-Noode) che gli darà tre figli:
- Georges (1867-1868);
- Georges (1868-1925);
- Jeanne (1869-1941).

Sua figlia Jeanne si sposerà tre volte e due dei suoi mariti saranno Léon Daudet e Jean-Baptiste Charcot. Con Georges e Jeanne, Victor Hugo imparerà l'arte di essere nonno.
Sarà sempre criticato a causa delle sue idee politiche avverse all'imperatore Napoleone.
Charles Hugo morì nel 1871, a Bordeaux, per un ictus. Dopo la sua morte, Alice Lehaene si risposerà nel 1877 con Édouard Lockroy nonostante l'opposizione di Victor Hugo.